# Romain Thomas
Romain Thomas (Landerneau, 12 de junio de 1988) es un futbolista francés. Juega como defensor en el Valenciennes F. C. del Championnat National de Francia.

## Trayectoria
Thomas inició su carrera en el Stade Brestois 29 en 2007 donde sólo jugó 5 partidos en la Ligue 2 hasta el 2010. Durante la temporada 2008-2009 fue cedido a préstamo al Pacy Vallée-d'Eure. Una vez finalizado su contrato con el Brest, Thomas firmó contrato con el USJA Carquefou del Championnat National, equipo con el que jugó 96 encuentros en tres temporadas.
En junio de 2013 se unió al Angers S. C. O. con un contrato por cuatro años. En agosto de 2017 ambas partes renovaron ese contrato con duración hasta 2022. Una vez este expiró firmó por tres años con el S. M. Caen. Pasado ese tiempo fichó por el Valenciennes F. C.

## Clubes
| Club                        | País    | Año       |
| --------------------------- | ------- | --------- |
| Stade Brestois 29           | Francia | 2007-2010 |
| Pacy Vallée-d'Eure (cedido) | Francia | 2008-2009 |
| USJA Carquefou              | Francia | 2010-2013 |
| Angers S. C. O.             | Francia | 2013-2022 |
| S. M. Caen                  | Francia | 2022-2025 |
| Valenciennes F. C.          | Francia | 2025-     |